# Иберхерн
Иберхерн (њем. Überherrn) општина је у њемачкој савезној држави Сарланд. Једно је од 13 општинских средишта округа Сарлуис. Према процјени из 2010. у општини је живјело 11.801 становника. Посједује регионалну шифру (AGS) 10044119.

## Географски и демографски подаци
Иберхерн се налази у савезној држави Сарланд у округу Сарлуис. Општина се налази на надморској висини од 192–377 метара. Површина општине износи 34,3 km². У самом мјесту је, према процјени из 2010. године, живјело 11.801 становника. Просјечна густина становништва износи 344 становника/km².

## Међународна сарадња
| Мјесто | Држава    | Врста сарадње | Од    |
| ------ | --------- | ------------- | ----- |
|        | Француска | партнерство   | 1968. |
| Извор  |           |               |       |